# 森林芬兰人

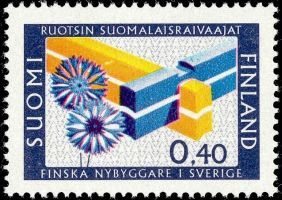
芬兰在1967年发行的为纪念在1580年代迁徙至瑞典的森林芬兰人的邮票

森林芬兰人（芬蘭語：Metsäsuomalaiset）是在16世纪后期到17世纪初期及中期从芬兰萨沃省和海梅省北部迁徙至瑞典本土及挪威的森林地带的芬兰移民。传统上他们使用刀耕火耨的务农方法来把森林变成农场。他們的移民擴張到廣闊的地區，從瑞典南部的蒂森林到瑞典北方的拉普蘭省，從东边波的尼亞灣西岸的耶斯特里克蘭到挪威的泰勒馬克郡。到18世纪后期，森林芬兰人基本上同化至瑞典和挪威文化里去了。而他们的语言——芬兰语萨沃方言——在今天也已失传了，虽然直至20世纪还剩有一小部分人在讲。
现今在那些地区还留有一些森林芬兰人的建筑以及类似芬兰语的地名。那些地区里的村庄依然被称为“芬兰人的村庄”，森林也被称为“芬兰人的森林”。